# 듀얼 포트 램
듀얼 포트 램(Dual-ported RAM, DPRAM)은 램의 한 종류로 다수의 읽거나 쓰기가 동시에 가능하다. 이것은 동시 한 번만 접근이 가능한 싱글 포트 램(single-ported RAM)과 다르다.
비디오 램(VRAM, Video RAM)은 보통 비디오 메모리에 이런 종류를 사용한다. CPU가 비디오 하드웨어로부터 이미지를 읽고 동시에 스크린에 내보낼 수 있도록 한다.
비디오 램과 달리 대부분의 듀얼 포트 램은 에스램(SRAM, static RAM) 기술에 기반을 가지고 있다.
대부분의 CPU는 프로세스 레지스터를 작은 듀얼 포트 램 또는 멀티 포트 램으로 구성된다.

## 같이 보기
- FIFO